# Кубок НДР з футболу 1975—1976
Кубок НДР з футболу 1975—1976 — 25-й розіграш кубкового футбольного турніру в Німецькій Демократичній Республіці після закінчення Другої світової війни. У кубку взяли участь 89 команд. Переможцем кубка Німеччини вперше став Локомотив (Лейпциг).

## Попередній раунд
| Команда 1                     | Рахунок | Команда 2                       |
| ----------------------------- | ------- | ------------------------------- |
| 16 серпня 1975                |         |                                 |
| Хемі (Цайц)                   | 2:1     | Вісмут Ауе-2                    |
| Активіст (Бріске-Зенфтенберг) | 3:2     | Форвертс-2 (Франкфурт-на-Одері) |
| Шталь (Геннігсдорф)           | 0:4     | Магдебург-2                     |